# مودجي
مودجي هي بلدة، في أستراليا، تقع في نيوساوث ويلز، هي عاصمة Mid-Western Regional Council ‏، بلغ عدد سكانها 10,923  نسمة وذلك حسب إحصائيات سنة 2016، رمزها البريدي هو 2850.

## المناخ
يظهر الجدول التالي التغييرات المناخية على مدار السنة لمودجي:
| البيانات المناخية لـمودجي         | البيانات المناخية لـمودجي | البيانات المناخية لـمودجي | البيانات المناخية لـمودجي | البيانات المناخية لـمودجي | البيانات المناخية لـمودجي | البيانات المناخية لـمودجي | البيانات المناخية لـمودجي | البيانات المناخية لـمودجي | البيانات المناخية لـمودجي | البيانات المناخية لـمودجي | البيانات المناخية لـمودجي | البيانات المناخية لـمودجي | البيانات المناخية لـمودجي |
| الشهر                             | يناير                     | فبراير                    | مارس                      | أبريل                     | مايو                      | يونيو                     | يوليو                     | أغسطس                     | سبتمبر                    | أكتوبر                    | نوفمبر                    | ديسمبر                    | المعدل السنوي             |
| --------------------------------- | ------------------------- | ------------------------- | ------------------------- | ------------------------- | ------------------------- | ------------------------- | ------------------------- | ------------------------- | ------------------------- | ------------------------- | ------------------------- | ------------------------- | ------------------------- |
| الدرجة القصوى °م (°ف)             | 42.5 (108.5)              | 43.9 (111.0)              | 37.2 (99.0)               | 34.5 (94.1)               | 26.1 (79.0)               | 22.8 (73.0)               | 22.2 (72.0)               | 26.8 (80.2)               | 32.2 (90.0)               | 38.2 (100.8)              | 40.2 (104.4)              | 40.6 (105.1)              | 43.9 (111.0)              |
| متوسط درجة الحرارة الكبرى °م (°ف) | 31.0 (87.8)               | 30.2 (86.4)               | 27.8 (82.0)               | 23.3 (73.9)               | 18.8 (65.8)               | 15.2 (59.4)               | 14.4 (57.9)               | 16.0 (60.8)               | 19.6 (67.3)               | 23.4 (74.1)               | 26.9 (80.4)               | 29.8 (85.6)               | 23.0 (73.4)               |
| متوسط درجة الحرارة الصغرى °م (°ف) | 15.5 (59.9)               | 15.4 (59.7)               | 13.0 (55.4)               | 8.5 (47.3)                | 5.0 (41.0)                | 2.6 (36.7)                | 1.3 (34.3)                | 2.3 (36.1)                | 4.4 (39.9)                | 7.6 (45.7)                | 10.8 (51.4)               | 13.7 (56.7)               | 8.3 (46.9)                |
| أدنى درجة حرارة °م (°ف)           | 3.4 (38.1)                | 4.0 (39.2)                | 2.0 (35.6)                | −2.7 (27.1)               | −5.6 (21.9)               | −7.5 (18.5)               | −8.3 (17.1)               | −5.7 (21.7)               | −3.2 (26.2)               | −2.3 (27.9)               | 0.5 (32.9)                | 2.0 (35.6)                | −8.3 (17.1)               |
| معدل هطول الأمطار مم (إنش)        | 67.7 (2.67)               | 63.9 (2.52)               | 51.1 (2.01)               | 44.2 (1.74)               | 49.4 (1.94)               | 54.5 (2.15)               | 52.9 (2.08)               | 53.1 (2.09)               | 52.0 (2.05)               | 60.0 (2.36)               | 62.1 (2.44)               | 65.3 (2.57)               | 676.2 (26.62)             |
| متوسط الأيام الممطرة (≥ 0.2mm)    | 6.1                       | 5.9                       | 5.3                       | 4.7                       | 6.3                       | 8.0                       | 8.3                       | 7.8                       | 7.2                       | 7.4                       | 6.8                       | 6.5                       | 80.3                      |
| متوسط الرطوبة النسبية (%)         | 40                        | 47                        | 46                        | 50                        | 56                        | 58                        | 57                        | 52                        | 47                        | 45                        | 41                        | 40                        | 48                        |
| المصدر: Bureau of Meteorology     |                           |                           |                           |                           |                           |                           |                           |                           |                           |                           |                           |                           |                           |

## معرض صور

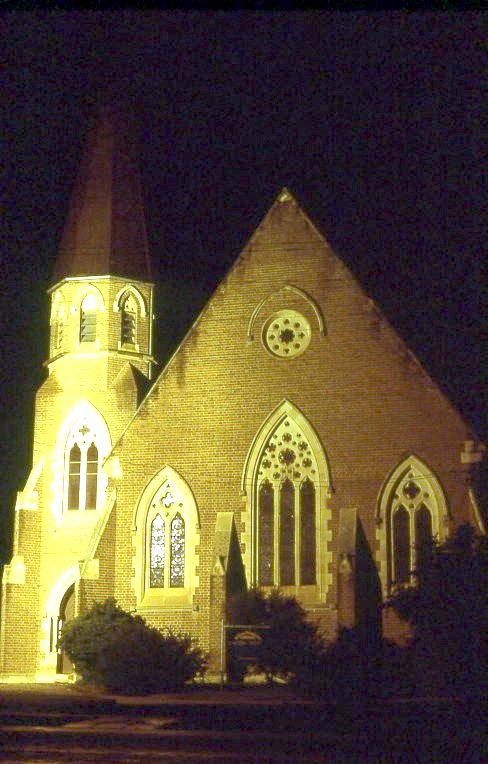
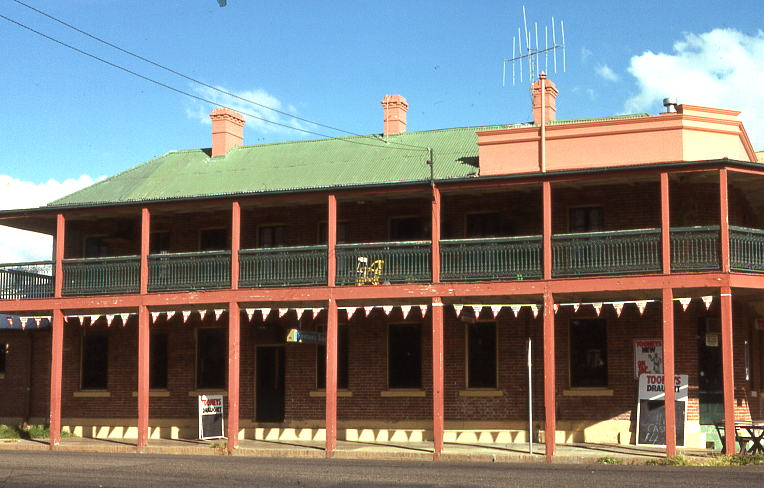
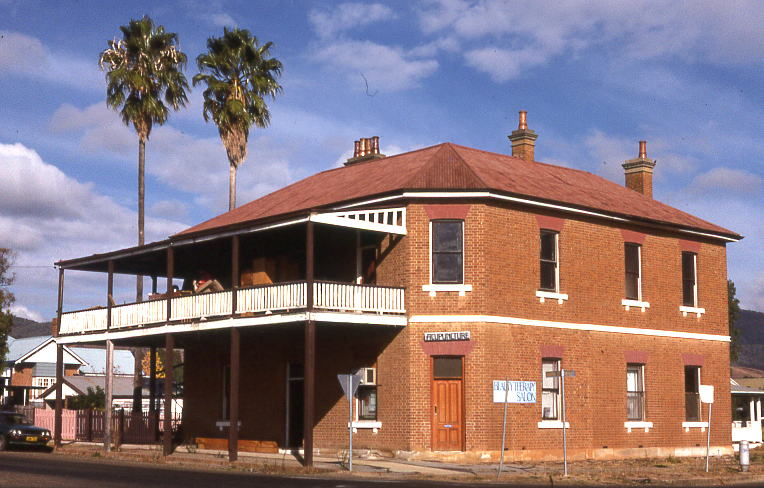
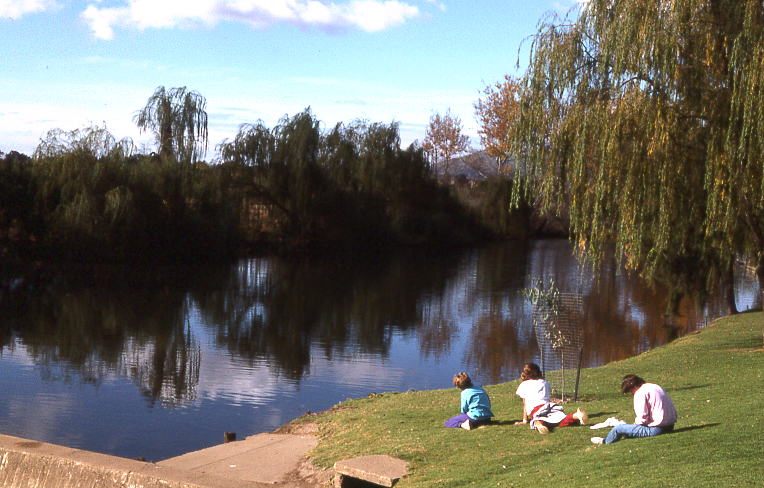

## أعلام
- أرون دوانز
- ألين كير
- مود بيمبر ريفيس
- جيمس ستانتون
- جاك لينوكس
- ليه إروين
- جورج كوكس
- بيل هايلاند